# Живко Радишић
Живко Радишић (Приједор, 15. август 1937 — Бањалука, 5. септембар 2021) био је српски политичар, члан Председништва Босне и Херцеговине, градоначелник Бање Луке, те члан Сената Републике Српске.

## Биографија
Рођен је 1937. у Приједору. Дипломирао је 1964. на Факултету политичких наука у Сарајеву. Био је градоначелник Бањалуке у периоду од 1977. до 1982. године. Био је српски члан и предсједавајући Председништва БиХ из Републике Српске у периоду од октобра 1998. до јуна 1999, као и српски члан Председништва БиХ из Републике Српске у периоду од октобра 2000. до јуна 2001.
Постао је сенатор Републике Српске у другом сазиву Сената 2009. године. Председник Републике Српске Рајко Кузмановић га је 1. новембра 2010. одликовао Орденом части Републике Српске са златним зрацима за допринос у јачању угледа Републике Српске.
Преминуо је 5. септембра 2021. године у Бањалуци.